# Марянув (Варшавський-Західний повіт)
Марянув (пол. Marianów) — село в Польщі, у гміні Лешно Варшавського-Західного повіту Мазовецького воєводства.
Населення — 277 осіб (2011).
У 1975-1998 роках село належало до Варшавського воєводства.

## Демографія
Демографічна структура станом на 31 березня 2011 року:
|          | Загалом | Допрацездатний вік | Працездатний вік | Постпрацездатний вік |
| -------- | ------- | ------------------ | ---------------- | -------------------- |
| Чоловіки | 127     | 40                 | 76               | 11                   |
| Жінки    | 150     | 44                 | 91               | 15                   |
| Разом    | 277     | 84                 | 167              | 26                   |